# Amblyrhethus nodifer
Amblyrhethus nodifer är en insektsart som beskrevs av Lucien Chopard 1956. Amblyrhethus nodifer ingår i släktet Amblyrhethus och familjen syrsor. Inga underarter finns listade i Catalogue of Life.